# Michel Lemaire
Pour les articles homonymes, voir Lemaire.
Michel Lemaire, né le 29 août 1943 à Longlier est un homme politique belge bruxellois, membre du Centre démocrate humaniste.
Il est licencié en communication sociale. 

## Fonctions politiques
- Membre du Parlement de la Région de Bruxelles-Capitale de 1989 à 2004
- Conseiller communal à Woluwe-Saint-Lambert